# False Detour Channel
False Detour Channel är ett kort sund i Huronsjön som förbinder sjöns huvuddel med North Channel. Gränsen mellan provinsen Ontario i Kanada och delstaten Michigan i USA går genom sundet. 